# Liste der gambischen Hochkommissare im Vereinigten Königreich
Die Liste der gambischen Hochkommissare im Vereinigten Königreich bietet einen Überblick über die Leiter der gambischen diplomatischen Vertretung im Vereinigten Königreich.
Die Aufnahme von Diplomatischen Beziehungen zwischen Gambia und dem Vereinigten Königreich erfolgte 1965, wobei der erste gambische Hochkommissar Louis Francis Valantine war. In der Regel erfolgte die Akkreditierung des Hochkommissars gleichzeitig beim Heiligen Stuhl.

## Geschichte
Ende September 2013 erkannte die Regierung von Yahya Jammeh, dass das Commonwealth ein neokoloniales Instrument ist und verließ es. Die diplomatische Vertretung Gambias in London wurde von einer Hochkommission zu einer Botschaft. Die Hochkommissarin, Elizabeth Ya Eli Harding, überreichte am 23. Oktober 2013 ihr Beglaubigungsschreiben als Botschafterin. Der Botschafter, Francis René Blain, wurde am 8. Februar 2018 Hochkommissar, als Gambia unter Adama Barrow, Präsident von Gambia zu seiner Mitgliedschaft im Commonwealth zurückkehrte.

## Liste
| Amtszeit  | Name                                | Staatsoberhäupter von Gambia | Britische Premierminister | Anmerkung                           |
| --------- | ----------------------------------- | ---------------------------- | ------------------------- | ----------------------------------- |
| 1965–1968 | Louis Francis Valantine             | John Warburton Paul          | Harold Wilson             | Hochkommissar                       |
| 1971–1980 | Baboucarr Semega-Janneh (1910–2002) | Dawda Jawara                 | Edward Heath              | Hochkommissar                       |
| 1980–1982 | Omar A. Secka                       | Dawda Jawara                 | Margaret Thatcher         | Geschäftsträger (chargé d’affaires) |
| 1982–1983 | Abdullah Mamadou Kalifa Bojang      | Dawda Jawara                 | Margaret Thatcher         | Hochkommissar                       |
| 1983–1984 | Almad Tijan Sallah (* 1948)         | Dawda Jawara                 | Margaret Thatcher         | Geschäftsträger (chargé d’affaires) |
| 1984–1987 | Sam Sarr (1921–2006)                | Dawda Jawara                 | Margaret Thatcher         | Hochkommissar                       |
| 1988–1991 | Horace R. Monday, Jr. (1933–1991)   | Dawda Jawara                 | Margaret Thatcher         | Hochkommissar                       |
| 1992–1995 | Mohammadou N. Bobb                  | Dawda Jawara                 | John Major                | Hochkommissar                       |
| 1998–2000 | John P. Bojang († 2011)             | Yahya Jammeh                 | Tony Blair                | Hochkommissar                       |
| 2001–2006 | Gibril Seman Joof (* 1952)          | Yahya Jammeh                 | Tony Blair                | Hochkommissar                       |
| 2006–2007 | Tamsir Jallow (1941–2015)           | Yahya Jammeh                 | Tony Blair                | Hochkommissar                       |
| 2007–2018 | Elizabeth Ya Eli Harding (* 1956)   | Yahya Jammeh                 | Gordon Brown              | Hochkommissarin/Botschafterin       |
| 2018–2022 | Francis René Blain (1943–2022)      | Adama Barrow                 | Theresa May               | Botschafter/Hochkommissar           |
| 2023–     | Fatou Bensouda (* 1961)             | Adama Barrow                 | Rishi Sunak               | Hochkommissar                       |